# Free National Movement

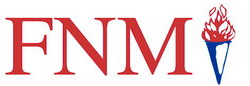
Das Logo des Free National Movements

Das Free National Movement (deutsch: Freie Nationale Bewegung, kurz: FNM) ist eine politische Partei auf den Bahamas und war zwischen der Parlamentswahl 2017 und den Wahlen 2021 Regierungspartei mit einer absoluten Mehrheit im bahamaischen Parlament. Der Parteivorsitzende des FNM ist der frühere Premierminister der Bahamas, Hubert Minnis.

## Ausrichtung
Die Partei vereint konservative und sozialliberale Strömungen und gilt im politischen Spektrum der Bahamas als mitte-rechts Partei. Neben dem FNM ist die Progressive Liberal Party (PLP) die zweite große Partei auf den Bahamas, sie gilt als Partei des linken Spektrums und konkurriert seit der Gründung des FNM mit diesem bei Parlaments- und Kommunalwahlen. Die inhaltliche Ausrichtung des FNM beruht gegenwärtig auf dem Parteiprogramm aus dem Jahr 2017, das den Titel It’s the people’s time (dt.: Es ist die Zeit der Menschen) trägt. Zentrale Inhalte des Programmes sind die Umsetzung einer Nationalen-Sicherheits-Strategie, die entschlossene Bekämpfung der organisierten Kriminalität auf den Bahamas, eine weitere Öffnung der bahamaischen Wirtschaft für ausländische Investoren, Privatisierungen und die Förderung des Unternehmertums, verstärkte staatliche Investitionen im Bereich Infrastruktur sowie eine Stärkung des Tourismussektors unter anderem durch die Etablierung von Ökotourismus und die Schaffung weiterer Anreize und Angebote für Luxusreisende auf den Bahamas.

## Geschichte

### Entstehung
Die Partei entstand durch den Zusammenschluss der Free Progressive Liberal Party (Free PLP) und der United Bahamian Party (UBP). Die Parteienlandschaft auf den Bahamas war in den 1950er- und 1960er-Jahren geprägt von der PLP als Partei der Bahamaer mit afrikanischer und karibischer Abstammung auf der einen Seite und der UBP, deren Unterstützer meist britischer Abstammung waren, auf der anderen Seite. Nach der Parlamentswahl 1967 konnte die PLP unter Lynden O. Pindling erstmals die Regierungsverantwortung beanspruchen, die UBP ging in die Opposition. Im Jahr 1970 traten acht Abgeordnete aus der PLP aus und bildeten die Free PLP, die sich daraufhin mit der UBP zum Free National Movement zusammenschloss. Das FNM stand zu diesem Zeitpunkt einer Unabhängigkeit der Bahamas kritisch gegenüber, während die PLP aktiv auf diese hinarbeitete.

### Wahlniederlagen und Spaltung
Bei der Parlamentswahl 1972 trat das FNM erstmals an und bekam 39,30 % der abgegebenen Stimmen, während die konkurrierende PLP auf 59 % kam. Da die Kandidaten der PLP sich in den einzelnen Wahlkreisen mehrheitlich durchsetzten, dominierte die PLP das neu gebildete Parlament mit 29 Abgeordneten, während das FNM mit neun Abgeordneten vertreten war. Im Vorfeld der Parlamentswahl auf den Bahamas 1977 kam es zur Abspaltung der Bahamian Democratic Party (BDP) von dem FNM, was die Partei bei der Wahl deutlich schwächte. Mit einem Ergebnis von 15,59 % der abgegebenen Stimmen bildete das FNM mit zwei Abgeordneten die drittstärkste Fraktion im bahamaischen Parlament, noch hinter der BDP.

### Als führende Oppositionspartei
Im Jahr 1980 konnte die Spaltung des FNM unter dem neuen Parteivorsitzenden Kendal Isaacs überwunden werden und das FNM wurde wieder zur größten Oppositionspartei auf den Bahamas. Bei den Wahlen 1982 und 1987 wuchs die Fraktion durch verbesserte Wahlergebnisse erst auf elf und 1987 auf 16 Abgeordnete, die absolute Mehrheit der PLP im Parlament blieb dadurch jedoch ungebrochen. Im Jahr 1990 wurde Hubert Ingraham neuer Parteivorsitzender des FNM und leitete eine inhaltliche Erneuerung ein. Er machte den Kampf gegen die Korruption und die organisierte Kriminalität zu einem der Schwerpunktthemen der Partei und kritisierte die PLP-Regierung insbesondere auf Grund mehrerer Korruptionsfälle in der bahamaischen Politik.

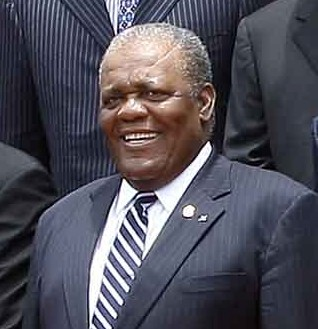
Hubert Ingraham, ehemaliger Parteivorsitzender des FNM und Premierminister der Bahamas

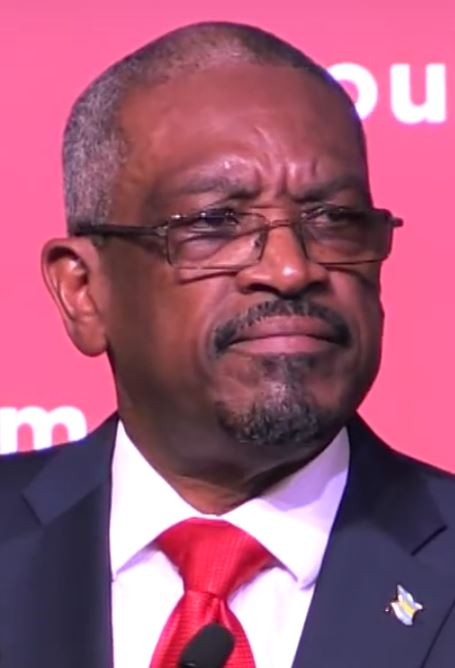
Hubert Minnis, amtierender Parteivorsitzender und ehemaliger Premierminister

### Ära Ingraham
Das FNM gewann unter der Führung von Ingraham die Parlamentswahl 1992. Obwohl die PLP landesweit 55 % der abgegebenen Stimmen bekam und damit elf Prozentpunkte mehr als FNM, gewann das FNM durch den mehrheitlichen Gewinn der Direktwahlkreise eine absolute Mehrheit von 33 der 49 Sitze im bahamaischen Parlament. Am 24. August 1992 wurde mit dem Kabinett Ingraham I die erste FNM-geführte Regierung vorgestellt. Die Politik der Regierung war insbesondere von Privatisierungen im Medien- und Tourismussektor geprägt. Bei der Parlamentswahl 1997 gelang dem FNM ein Erdrutschsieg mit einer absoluten Mehrheit von 34 der 40 Sitze im Parlament. Der Wahlsieg ermöglichte die Bildung des Kabinetts Ingraham II.
Im Vorfeld der Parlamentswahl 2002 kündigte Premierminister Hubert Ingraham an, keine dritte Amtszeit anzustreben, woraufhin Tommy Turnquest die Partei in den Wahlkampf führte. Die Parlamentswahl ergab eine Veränderung der Mehrheitsverhältnisse, die PLP gewann die absolute Mehrheit, Perry Christie wurde bahamaischer Premierminister. Nach dieser Wahlniederlage wurde Hubert Ingraham erneut Parteivorsitzender des FNM und führte die Partei zum Wahlsieg bei der Parlamentswahl 2007, anschließend wurde Ingraham für eine dritte Amtszeit Premierminister der Bahamas. Auch bei der anschließenden Parlamentswahl 2012 trat Ingraham als Spitzenkandidat des FNM an, diesmal unterlag er jedoch Perry Christie, der als Spitzenkandidat der PLP eine zweite Amtszeit als Premierminister, gestützt auf der absoluten Mehrheit seiner Partei im bahamaischen Parlament, gewinnen konnte.

### Nach 2012
Nach der Niederlage bei der Parlamentswahl 2012 trat Hubert Ingraham endgültig als Parteivorsitzender des FNM zurück, als sein Nachfolger wurde am 9. Mai 2012 Hubert Minnis gewählt. Nachdem die PLP-geführte Regierung während der vorangegangenen Legislaturperiode von Korruptionsskandalen geschwächt worden war, gewann das FNM unter Minnis die Parlamentswahl 2017 mit einer absoluten Mehrheit der abgegebenen Stimmen und der Mandate im bahamaischen Parlament. Am 11. Mai 2017 wurde Hubert Minnis als neuer Premierminister vereidigt, er ist damit der zweite Amtsinhaber von der FNM nach Hubert Ingraham.